# Marin Ionică
Marin Ionică (n. 15 aprilie 1950, Argetoaia, România – d. 23 august 2023) a fost un deputat român în legislatura 1990-1992, ales în județul Olt pe listele partidului FSN. Marin Ionică a demisionat din funcția de deputat pe data de 4 mai 1992. În legislatura 1992-1996, Marin Ionică a fost ales deputat pe listele PD dar a demisionat pe data de 2 noiembrie 1992.
Marin IONICĂ 
Date personale 
Născut: 15.04.1950 -Argetoaia-Dolj, România
Părinți: Gheorghe IONICĂ, Bobocica IONICĂ
Căsătorit cu: Maria IONICĂ
Copii: Mihai Constantin IONICĂ și George Alexandru IONICĂ
Naționalitate: Română. Cetățenie: Română. Religie: Ortodox.Ocupație: Economist; Profesor universitar 
PREȘEDINTE al Consiliului Județean Olt
în funcție
mai 1992-iunie 2004
PRECEDAT
Vasile CARP
SUCCEDAT
Jenel COPILĂU
PREȘEDINTE al REGIUNII DE DEZVOLTARE SUD-VEST OLTENIA
2003-2004 
DEPUTAT în PARLAMENTUL ROMÂNIEI
SECRETAR al Comisiei pentru Cercetarea Abuzurilor și Petiții
mai 1990-mai 1992
DEPUTAT ÎN PARLAMENTUL ROMÂNIEI
noiembrie 1992 - decembrie 1992
SUBPREFECT, PREFECT de OLT
2004-2005
PARTID
POLITIC
PRIM-VICEPREȘEDINTE FSN Olt- PD-FSN
1990-1995
PRIM-VICEPREȘEDINTE – PDSR-PSD Olt
1995-2005
Marin IONICĂ este un economist, profesor universitar și om politic român, care și-a desfășurat activitatea în județul Olt. A absolvit Facultatea de Economie a Universității din Craiova, după aceea lucrând la BJATM Olt, mai întâi ca economist (1975-1977), apoi șef de birou (1977-1983) și director comercial (1983-1984). Între anii 1984-1990, a fost director general la BATMA nr.28 Olt-APROT s.a.
În 1998 a absolvit Școala Doctorală la Academia de Studii Economice din  Chișinău-Republica Moldova.
A activat și în învățământul superior: lector universitar la Universitatea de Stat „Constantin Brâncuși“ din Târgu-Jiu (1997-1999), conferențiar universitar (1999-2003), respectiv, profesor universitar la U.S.A.M.V.- București (2003-2008) și profesor universitar la Universitatea de Stat din Pitești (2008-2018), directorul filialei Slatina.
În perioada 2009-2010 a ocupat funcția de Inspector Școlar General Adjunct la I.S.J. Olt.
A publicat 15 cărți în domeniul economic și peste 50 articole de specialitate.
Este cetățean de onoare a 10 localități din județul Olt și a primit o serie de diplome și medalii.